# Alexandre Levy
Alexandre Levy (født 10. november 1864 i Sao Paulo, brasilien - død 17. januar 1892) var en brasiliansk komponist, pianist og dirigent.
Levy studerede komposition på Konservatoriet i Sao Paulo. Han komponerede mest for klaveret, men har også skrevet en symfoni, orkesterværker og kammermusik. Han blandede i sin kompositoriske stil klassisk musik med brasilianske rytmer og folklore. Levy døde under mystiske omstændigheder som 27-årig, og det er aldrig blev opklaret, hvad dødsårsagen var.

## Udvalgte værker
- Symfoni i E-dur (1888) - for orkester
- Suite "Brasilien" (1890) - for orkester
- "Brasiliansk tango" (1890) - for orkester
- "Schumanniana" (1891) - for klaver